# Jonathan Levin
Jonathan Levin Kolangui (Álvaro Obregón, Ciudad de México, 6 de mayo de 1993) es un futbolista mexicano. Juega de centrocampista].
Levin es judío.

## Clubes
| Club                        | País           | Año       |
| --------------------------- | -------------- | --------- |
| Pachuca                     | México         | 2013-2014 |
| Puebla                      | México         | 2014-2015 |
| Jaguares de Chiapas         | México         | 2015-2016 |
| Tiburones Rojos de Veracruz | México         | 2016-2017 |
| Tulsa Roughnecks            | Estados Unidos | 2017-2018 |
| Las Vegas Lights            | Estados Unidos | 2019-2020 |
| Phoenix Rising              | Estados Unidos | 2021-2022 |